# Helga (1918)
Helga ist ein deutsches Stummfilmmelodram aus dem Jahre 1918 von und mit Eugen Burg. Die Titelrolle spielt Wanda Treumann.

## Handlung
Der alte Baron Rothenburg ist schwer krank. Er ist eng befreundet mit dem Grafen Norden, der wiederum in Rothenburgs Tochter Helga verliebt ist. Helga muss ihrem Vater am Sterbebett versprechen, Graf Nordens Ehefrau zu werden. Sie willigt ein, doch die Ehe wird nicht glücklich, denn Helga muss ständig an ihre verflossene Jugendliebe denken. Eines Tages kehrt ihr Gatte von einem todesmutigen Wagnis nicht mehr nach Hause zurück, sodass Helga nunmehr frei ist. Sie wird daraufhin die Ehefrau von Ewald Karsten. Nun könnte Helga eigentlich glücklich sein, ist sie doch am Ziel ihrer Wünsche angekommen. Doch Gewissensbisse, sie hätte ihren gräflichen Gatten durch ihr Verhalten in den Tod getrieben, lassen sie nicht los. Ihr zweiter Gatte wendet sich daraufhin in Abscheu von Helga ab, die sich schließlich das Leben nimmt.

## Produktionsnotizen
Helga passierte im August 1918 die Filmzensur und wurde kurz vor Kriegsende uraufgeführt. Der Vierakter besaß eine Länge von 1415 Meter.

## Kritik
Die Neue Kino-Rundschau befand: „Ein sehr interessanter Film, der … uns den Leidensweg eines unglücklichen jungen Mädchens vorführt. Die Hauptrolle der Helga Rotenburg kreiert Wanda Treumann. Mit vollendeter Sicherheit charakterisiert sie die Unentschlossenheit und das Zweifeln eines Mädchens, das zwischen Pflichtehe und Neigungsheirat schwankt. Besonders ergreifend sind die Szenen, in denen Helga aus Verzweiflung über ihr unglückliches Geschick ein Opfer des Wahnsinns wird. (…) Die schöne Inszenierung und besonders die realistisch dargestellten Szenen am Meeresstrande verstärken nur den guten Eindruck, den dieses ausgezeichnete Filmwerk auf uns macht.“